# 3 مايو
- السبت
- الأحد
- الاثنين
- الثلاثاء
- الأربعاء
- الخميس
- الجمعة

- 2628 شوال 1446  هـ
- 2729 شوال 1446  هـ
- 2830 شوال 1446  هـ
- 291 ذو القعدة 1446  هـ
- 302 ذو القعدة 1446  هـ
- 13 ذو القعدة 1446  هـ
- 24 ذو القعدة 1446  هـ
- 35 ذو القعدة 1446  هـ
- 46 ذو القعدة 1446  هـ
- 57 ذو القعدة 1446  هـ
- 68 ذو القعدة 1446  هـ
- 79 ذو القعدة 1446  هـ
- 810 ذو القعدة 1446  هـ
- 911 ذو القعدة 1446  هـ
- 1012 ذو القعدة 1446  هـ
- 1113 ذو القعدة 1446  هـ
- 1214 ذو القعدة 1446  هـ
- 1315 ذو القعدة 1446  هـ
- 1416 ذو القعدة 1446  هـ
- 1517 ذو القعدة 1446  هـ
- 1618 ذو القعدة 1446  هـ
- 1719 ذو القعدة 1446  هـ
- 1820 ذو القعدة 1446  هـ
- 1921 ذو القعدة 1446  هـ
- 2022 ذو القعدة 1446  هـ
- 2123 ذو القعدة 1446  هـ
- 2224 ذو القعدة 1446  هـ
- 2325 ذو القعدة 1446  هـ
- 2426 ذو القعدة 1446  هـ
- 2527 ذو القعدة 1446  هـ
- 2628 ذو القعدة 1446  هـ
- 2729 ذو القعدة 1446  هـ
- 281 ذو الحجة 1446  هـ
- 292 ذو الحجة 1446  هـ
- 303 ذو الحجة 1446  هـ
- 314 ذو الحجة 1446  هـ
- 15 ذو الحجة 1446  هـ
- 26 ذو الحجة 1446  هـ
- 37 ذو الحجة 1446  هـ
- 48 ذو الحجة 1446  هـ
- 59 ذو الحجة 1446  هـ
- 610 ذو الحجة 1446  هـ

3 مايو أو 3 أيَّار أو 3 مايس أو 3 نوَّار أو يوم 3 \ 5 (اليوم الثالث من الشهر الخامس) هو اليوم الثالث والعشرون بعد المئة (123) من السنوات البسيطة، أو اليوم الرابع والعشرون بعد المئة (124) من السنوات الكبيسة وفقًا للتقويم الميلادي الغربي (الغريغوري). يبقى بعده 242 يوما لانتهاء السنة.

## أحداث
- 633 - وقوع معركة الولجة بين الفرس الساسانيين والمسلمين بقيادة خالد بن الوليد، وقد وقعت أحداثها في مكان يسمى «الولجة» في العراق ولذا سميت المعركة باسم المكان، وقد انتهت بانتصار المسلمين.
- 1736 - الروس يستولون بشكل مفاجئ على «قلعة آزاق» من الدولة العثمانية، مما تسبب في إعلان العثمانيين الحرب على الإمبراطورية الروسية في 16 يونيو 1736.
- 1814 - الشيخ جابر بن عبد الله الصباح يتولى الحكم في الكويت خلفًا لوالده الشيخ عبد الله بن صباح بن جابر الصباح.
- 1868 - فتح قلعة إيدو سلميًا نتيجة محادثات سايغو تاكاموري وكاتسو كايشو.
- 1902 - السلطان العثماني عبد الحميد الثاني يرفض اقتراحًا من مؤسس الحركة الصهيونية تيودور هرتزل بإنشاء جامعة يهودية في القدس.
- 1906 - إقرار اتفاقية بين المملكة المتحدة والدولة العثمانية تقضي بضم شبه جزيرة سيناء إلى مصر وذلك لتحقيق خطه بريطانية بأن تبقى قناة السويس في أراضي مصرية خاضعة لبريطانيا ولا تنازعها عليها دولة أخرى مجاورة.
- 1920 - المملكة المتحدة تعلن الانتداب على العراق.
- 1924 - زحف الجيش اليمني لحرب الأدارسة وهزم الأدارسة واستولى اليمنيون على ميناء الحديدة وعيّن الإمام ولاته عليها، وتقدم الجيش صوب عسير، وحاصر مدينتي صبيا وجازان.
- 1933 - افتتاح أول مترو أنفاق في أوساكا.
- 1945 - قوات الحلفاء تدخل هامبورغ في ألمانيا خلال الحرب العالمية الثانية.
- 1946 - محكمة طوكيو تبدأ بالنظر في قضية «محاكمة القوات الدولية للشرق الأقصى».
- 1947 - دستور اليابان الجديد يدخل حيز التنفيذ.
- 1951 - حل مجلسي النواب والأعيان الأردنيين بمرسوم ملكي نتيجة اعتراض مجلس الأعيان على الموازنة العامة.
- 1956 - بدء منافسات أول بطولة في العالم بالجودو في طوكيو.
- 1964 - عبد الرزاق السنهوري يكتب ثاني دستور للعراق، وكان قد كتب القانون المدني العراقي عام 1935.
- 1965 - رائد الفضاء الأمريكي ريد وايت يقوم بالمشي على القمر ليكون أول من مشى في الفضاء.
- 1982 - غرق المدمرة البريطانية «شيفيلد» في حرب الفوكلاند بعد تعرضها لقصف صاروخي أرجنتيني.
- 1991 - عرض آخر حلقة من المسلسل الأمريكي الشهير دالاس.
- 2004 - رفض مبدئي لخطة أرئيل شارون بسحب القوات الإسرائيلية من قطاع غزة وتفكيك المستوطنات فيها.
- 2009 - التوقيع في الدوحة على اتفاق مصالحة سوداني / تشادي برعاية قطرية / ليبية.
- 2017 - مقتل وزير الأشغال العامة والإسكان الصومالي عباس عبد الله سراج عن طريق الخطأ في مقديشو.
- 2018 - مقتل أكثر من 150 شخص وإصابة 150 آخرين جراء عاصفة رملية ضربت شمال الهند.
- 2021 - مصرع ما لا يقل عن 23 شخصًا وإصابة 70 آخرين في حادث انهيار مترو مكسيكو سيتي.
- 2023 - وقوع هجوم بطائرة مسيرة انتحارية على الكرملين. وروسيا تتهم أوكرانيا بالوقوف وراء الهجوم والأخيرة تنفي ذلك.

## مواليد
- 612 - قسطنطين الثالث، إمبراطور بيزنطي.
- 1469 - نيكولو مكيافيلي، مفكر إيطالي.
- 1678 - أمارو رودريغز، قرصان وتاجر إسباني.
- 1761 - أوغست فون كوتسيبو، مسرحي ألماني.
- 1849 - برنارت فون بولوف، مستشار ألمانيا.
- 1892 - جورج باغيت طومسون، عالم فيزياء إنجليزي حاصل على جائزة نوبل في الفيزياء عام 1937.
- 1898 - جولدا مائير، رئيسة وزراء إسرائيل.
- 1902 - ألفريد كاستلر، عالم فيزياء فرنسي حاصل على جائزة نوبل في الفيزياء عام 1966.
- 1922 - لين شاكليتون، لاعب كرة قدم إنجليزي.
- 1923 - توفيق الدقن، ممثل مصري.
- 1924 - يهودا عميحاي، شاعر إسرائيلي.
- 1931 - صلاح عبد الصبور، شاعر مصري.
  - ستيفن واينبرج، عالم فيزياء أمريكي حاصل على جائزة نوبل في الفيزياء عام 1979.
  - جيمس براون، مغني أمريكي.
- 1949 - نعيم حسن، قاضي وشيخ عقل درزي لبناني.
- 1964 - هندية، ممثلة مصرية.
- 1965 - جون ينسن، لاعب ومدرب كرة قدم دنماركي.
- 1972 - عايدة أبو نوار، مغنية أردنية.
- 1974 - هيا بنت الحسين، ابنة ملك الأردن الحسين بن طلال.
- 1975 - كرستينا هندريكس، ممثلة أمريكية.
- 1976 - ميرنا المهندس، ممثلة مصرية.
- 1977 - مريم ميرزاخاني، عالمة رياضيات إيرانية.
- 1983 -
  - ميريام فارس، مغنية لبنانية.
  - روميو كاستيلين، لاعب كرة قدم هولندي.
  - مارتون فولوب، حارس مرمى كرة قدم هنغاري.
- 1987 - داملا سونمز، ممثلة تركية.

## وفيات
- 1037 - ابن شهاب العكبري، فقيه وشاعر عراقي.
- 1257 - شجر الدر، سلطانة أيوبية حكمت مصر نحو ثلاثة أشهر بعد وفاة زوجها السلطان الصالح أيوب.
- 1481 - محمد الفاتح، سلطان عثماني.
- 1814 - عبد الله بن صباح بن جابر الصباح، حاكم الكويت.
- 1935 - جيسي ويلكوكس سميث، رسامة توضيحية أمريكية.
- 1987 - داليدا، مغنيه فرنسية من أصل مصري إيطالي.
- 1996 - زوزو نبيل، ممثلة مصرية.
- 2010 - محمد عابد الجابري، فيلسوف ومفكر مغربي.
- 2017 -
  - مشعل بن عبد العزيز آل سعود، رئيس هيئة البيعة السعودية.
  - عباس عبد الله سراج، وزير الأشغال العامة والإسكان في الصومال.
  - عدنان الدليمي، سياسي وأكاديمي إسلامي عراقي.
- 2020 - محمد عبد الحميد حلمي، قائد أسبق للقوات الجوية المصرية.

## أعياد ومناسبات
- اليوم العالمي لحرية الصحافة.
- يوم الدستور في بولندا وليتوانيا واليابان.

## وصلات خارجية
- وكالة الأنباء القطريَّة: حدث في مثل هذا اليوم.
- النيويورك تايمز: حدث في مثل هذا اليوم.
- BBC: حدث في مثل هذا اليوم.